# Episodi di Médico de familia (seconda stagione)
La seconda stagione di Médico de familia è stata trasmessa in prima visione TV dal 5 marzo al 4 giugno 1996.
| nº | Titolo                            | Prima TV Spagna |
| -- | --------------------------------- | --------------- |
| 1  | Testigo de boda                   | 5 marzo 1996    |
| 2  | Volverte a ver                    | 12 marzo 1996   |
| 3  | Cordialmente mal                  | 19 marzo 1996   |
| 4  | Nunca más                         | 26 marzo 1996   |
| 5  | Clara se va                       | 9 aprile 1996   |
| 6  | Cuando el circo llega al barrio   | 16 aprile 1996  |
| 7  | Primer amor, primer dolor         | 23 aprile 1996  |
| 8  | Cuando digo no, es no             | 30 aprile 1996  |
| 9  | Si triunfa uno, triunfa el equipo | 7 maggio 1996   |
| 10 | Bienvenido, Mr. Mike              | 14 maggio 1996  |
| 11 | Perdiendo el equilibrio           | 21 maggio 1996  |
| 12 | La última noche que pasé contigo  | 28 maggio 1996  |
| 13 | Tú a Boston y yo a la playa       | 4 giugno 1996   |